# Ternstroemia gleasoniana
Ternstroemia gleasoniana är en tvåhjärtbladig växtart som beskrevs av Clarence Emmeren Kobuski. Ternstroemia gleasoniana ingår i släktet Ternstroemia och familjen Pentaphylacaceae. Inga underarter finns listade i Catalogue of Life.